# Malaxis adenotropa
Malaxis adenotropa är en orkidéart som beskrevs av R.González, Lizb.Hern. och E.Ramírez. Malaxis adenotropa ingår i släktet knottblomstersläktet, och familjen orkidéer. Inga underarter finns listade i Catalogue of Life.